# دانشنامه جهان اسلام
دانشنامهٔ جهان اسلام دائرةالمعارفی است دربارهٔ آموزه‌های دین اسلام، و تمدن و فرهنگ ملل مسلمان، از آغاز پیدایش اسلام تا زمان حاضر. از این دانشنامه، که در کل بالغ بر ۴۰ مجلد خواهد شد، تاکنون، ۲۷ جلد آن شامل هزاران مقاله به‌کوشش بنیاد دایرةالمعارف اسلامی به‌چاپ رسیده است.
برخلاف تصور که ادعا شده بود دانشنامه جهان اسلام و در ادامه دانشنامه ایران و اسلام و ترجمهٔ دانشنامه اسلام در حال چاپ شدن است، در مقدمه دانشنامه جهان اسلام ذکر شده است که تفاوت‌های بنیادی با این دانشنامه دارد.

## نام
به‌دلیل قدمت و اصالت کلمهٔ دانشنامه و استعمال آن برای کتاب‌های دائرةالمعارف گونه در آثار قدما و پیشینیان (مانند دانشنامه علائی ابن سینا و دانشنامه شاهی محمدامین استرآبادی)، بنیاد دایرة المعارف اسلامی این ترکیب فارسی ساده و رسا را بر اصطلاح «دائرةالمعارف» ترجیح داد، و ازآن‌رو که این دانشنامه مباحث مربوط به جهان اسلام را شامل می‌شود، عبارت «جهان اسلام» را بدان افزود.

## پیشینه
بنیاد دایرةالمعارف اسلامی در سال ۱۳۶۲ تاًسیس شد. این بنیاد تدوین و نشر دانشنامهٔ جهان اسلام را با نگرشی اسلامی، و روشی علمی، دربارهٔ مباحث مختلف دین اسلام، تاریخ و تمدن و فرهنگ ملل مسلمان، خاصه، ایران و زبان فارسی آغاز کرد.

## جلدها
به‌دلیل تداخل و همزمان شدن تهیه و نگارش دانشنامه جهان اسلام و دایرةالمعارف بزرگ اسلامی و همچنین مشترک بودن مدخلهای فراوان بین آنها و شروع انتشار مدخل‌های حرف «الف» توسط دایرةالمعارف بزرگ اسلامی در سال ۱۳۶۷، دانشنامه جهان اسلام تصمیم گرفت تا انتشار مجلدات خود را در سال ۱۳۷۵ از حرف «ب» آغاز کند. این در حالی است که در تمام این سالها مدخل‌های حرف «الف» نیز در این مرکز تحقیقاتی تهیه شده‌اند، اما احتمالاً هرگز چاپ نخواهند شد.
| جلد | سال انتشار | شابک             | حرف                               |
| --- | ---------- | ---------------- | --------------------------------- |
| ۱   | ۱۳۷۵       | ۹۶۴-۴۴۷-۰۰۱-x    | ب - باقی نهاوندی                  |
| ۲   | ۱۳۷۵       | ۹۶۴-۴۴۷-۰۰۲-۸    | باکالیجار کوهی - بربه             |
| ۳   | ۱۳۷۸       | ۹۶۴-۴۴۷-۰۰۳-۶    | بربهاری - بلبیس                   |
| ۴   | ۱۳۷۷       | ۹۶۴-۴۴۷-۰۰۴-۴    | بلتستان - بهمنیار بن مرزبان       |
| ۵   | ۱۳۷۹       | ۹۷۸۹۶۴۴۴۷۰۰۶۶    | بهمنیان دکن - پیوند گیاهان        |
| ۶   | ۱۳۸۰       | ۹۶۴-۴۴۷-۰۰۷-۷    | ت - تربت جام                      |
| ۷   | ۱۳۸۲       | ۹۶۴-۴۴۷-۰۰۸-۷    | تربت حیدریه - تکاب                |
| ۸   | ۱۳۸۳       | ۹۶۴-۴۴۷-۰۰۹-۵    | تکاثر - تیه                       |
| ۹   | ۱۳۸۴       | ۹۶۴-۴۴۷-۱۰-۷     | ث - جران العود                    |
| ۱۰  | ۱۳۸۵       | ۹۶۴-۴۴۷-۰۱۱-۷    | جراید - جَنَبه                      |
| ۱۱  | ۱۳۸۶       | ۹۶۴-۴۴۷-۰۱۲-۵    | جنت - چشتیه                       |
| ۱۲  | ۱۳۸۷       | ۹۶۴-۴۴۷-۰۱۳-۳    | چشم/ چشم‌پزشکی - حرانی، ابن شعبه   |
| ۱۳  | ۱۳۸۸       | ۹۶۴-۴۴۷-۰۱۴-۸    | حرانی، حماد - حلبچه               |
| ۱۴  | ۱۳۸۹       | ۹۶۴-۴۴۷-۰۱۵-۵    | حلبی، ابوالصلاح - خانواده         |
| ۱۵  | ۱۳۹۰       | ۹۷۸۶۰۰۴۴۷۰۱۶۲    | خانه - خلعت                       |
| ۱۶  | ۱۳۹۱       | ۹۷۸-۶۰۰-۴۴۷۰۱۷-۹ | خِلعت‌پوشان - داعی                  |
| ۱۷  | ۱۳۹۱       | ۹۷۸۶۰۰۴۴۷۰۱۸۶    | داعی احمد بن ابراهیم - دکان       |
| ۱۸  | ۱۳۹۲       | ۹۷۸۶۰۰۴۴۷۰۱۹۳    | دکن - ذوالقرنین                   |
| ۱۹  | ۱۳۹۴       | ۹۷۸۶۰۰۴۴۷۰۲۰۹    | ذوالکفل - رشید                    |
| ۲۰  | ۱۳۹۴       | ۹۷۸۶۰۰۴۴۷۰۲۱۶    | الرشید - رهی معیری                |
| ۲۱  | ۱۳۹۵       | ۹۷۸۶۰۰۴۴۷۰۲۲۳    | ری - زیارت                        |
| ۲۲  | ۱۳۹۶       | ۹۷۸۶۰۰۴۴۷۰۲۳۰    | زیاریان - سپهسالار                |
| ۲۳  | ۱۳۹۶       | ۹۷۸۶۰۰۴۴۷۰۲۴۴    | سپهسالار، میرزاحسین‌خان - سکتوره   |
| ۲۴  | ۱۳۹۶       | ۹۷۸۶۰۰۴۴۷۰۲۵۴    | سکولاریسم - سنن                   |
| ۲۵  | ۱۳۹۷       | ۹۷۸۶۰۰۴۴۷۰۲۶۱    | سنن ابن ماجه - سین کیانگ          |
| ۲۶  | ۱۳۹۷       | ۹۷۸۶۰۰۴۴۷۰۲۷۸    | سینما - شرقاوی، عبدالله           |
| ۲۷  | ۱۳۹۸       |                  | شرق‌شناسی - شهادت(۱)               |
| ۲۸  | ۱۳۹۹       |                  | شهادت (۲) - شیعه                  |
| ۲۹  | ۱۴۰۰       |                  | شیفته - صفین                      |
| ۳۰  | ۱۴۰۰       |                  | صفیه بنت حیی - طرابزون            |
| ۳۱  | ۱۴۰۱       |                  | طرابلس - عالم                     |
| ۳۲  | ۱۴۰۲       |                  | عالم‌آرای امینی-عبدالمجید سلیم     |
| ۳۳  | ۱۴۰۳       |                  | عبدالمطلب بن هاشم - عربستان سعودی |

## مقالات
مقالات گوناگون این دانشنامه که به ترتیب حروف الفبا تنظیم شده، حوزهٔ وسیعی از علوم و معارف را در برمی‌گیرد. ازآن جمله، می‌توان به‌موارد زیر اشاره داشت:
- اصطلاحات علوم قرآنی، حدیث، فقه، کلام، عرفان، فلسفه، ادبیات و هنر
- سیره انبیاء، اولیاء، و ائمه
- شرح حال و آراء مفسران، محدثان، فقها، متکلمان، فلاسفه، حکما، علما، عرفا، مورخان، شاعران، و هنرمندان عالم اسلام
- تاریخ سیاسی اسلام و سرگذشت خلفا و سلاطین و وزرا و خاندان‌های حاکم
- جغرافیای کشورها و بلاد اسلامی
- وصف ابنیه و آثار تاریخی - مذهبی، شرح اعیاد، ایام دینی، ابزارها، پوشاک‌ها، خوراک‌ها، گیاهان، و داروهای خاص جهان اسلام.

بخشی از مقالات این دانشنامه، به‌خصوص، آنچه دربارهٔ اسلام، ایران، و ادب فارسی است، اختصاصاً، برای دانشنامه تألیف شده است، که هم مؤلفان ایرانی و هم محققان مسلمان کشورهای دیگر در آنها مشارکت داشته‌اند. بخشی دیگر از مقالات، خاصه، حوزه‌هایی که در ایران متخصص ندارد، ترجمه از منابع و مراجع مختلف است.

## شیوه‌نامه
کلیه اطلاعات دربارهٔ شیوه نگارش دانشنامه جهان اسلام در کتابی به نام شیوه‌نامه دانشنامه جهان اسلام شامل چهارده فصل تهیه و جداگانه منتشر شده است.